# Dekanat Wolin

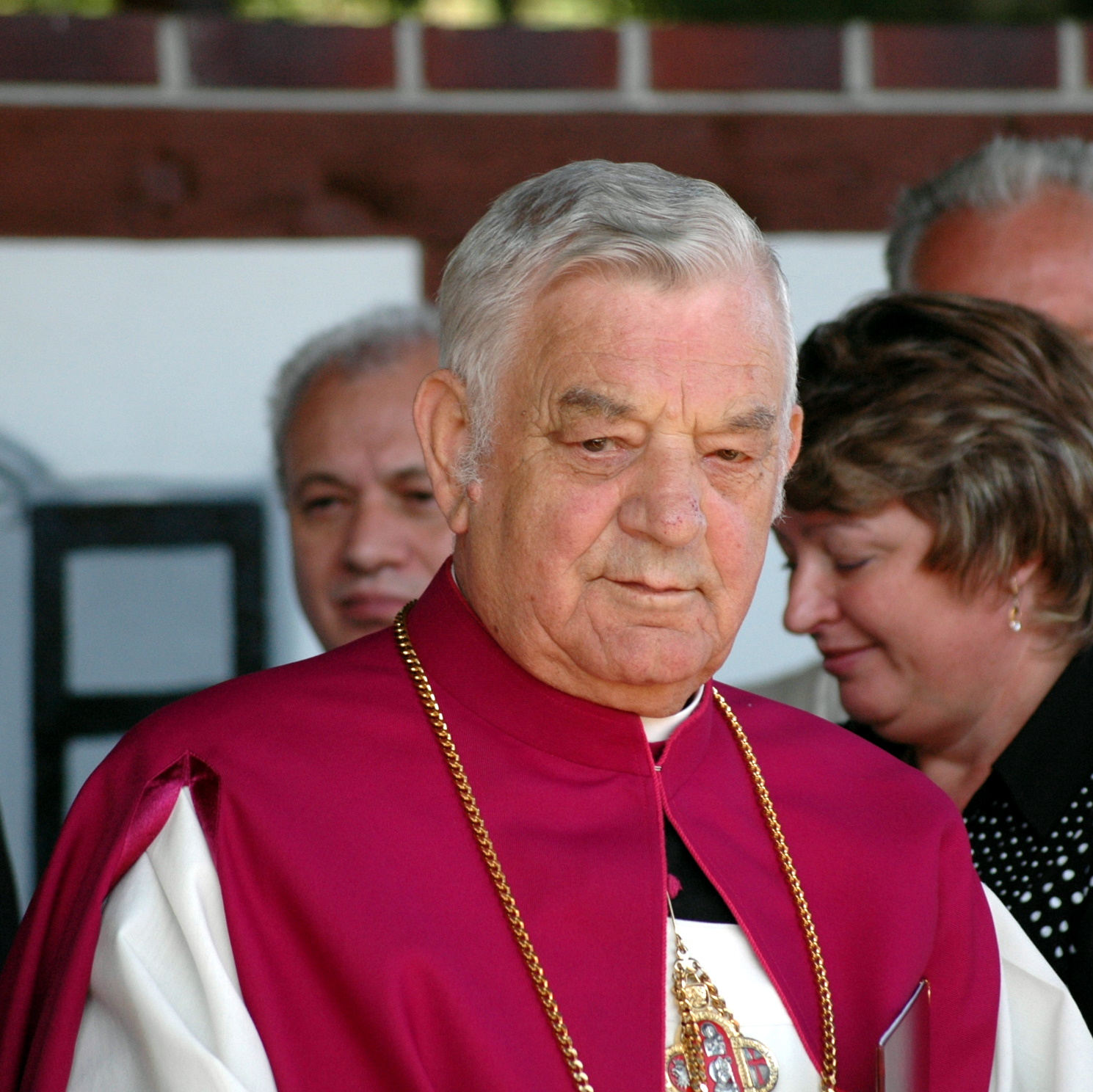
Dziekan w latach 1987–2013 – Jan Uberman

Dekanat Wolin – jeden z dekanatów należący do archidiecezji szczecińsko-kamieńskiej.

## Parafie
- Kołczewo (pw. św. Katarzyny)
- Międzywodzie (Wniebowzięcia NMP)
- Wisełka (pw. św. Józefa Opiekuna Rodzin)
- Wolin (pw. św. Mikołaja Biskupa)
- Ładzin (pw. Najśw. Serca Pana Jezusa)
- Żarnowo (pw. Chrystusa Króla)

## Funkcje w dekanacie
- Dziekan: vacat
- Wicedziekan: ks. kan. Zbigniew Szymański
- Ojciec duchowny: ks. Ireneusz Lehmann SDS